# Mekarmulya (Situraja)
Mekarmulya is een bestuurslaag in het regentschap Sumedang van de provincie West-Java, Indonesië. Mekarmulya telt 2674 inwoners (volkstelling 2010).